# Eugenio Fuster Chepe
Eugenio Fuster Chepe (* 22. August 1943 in Cienfuegos; † 10. Oktober 2010 in Havanna) war ein kubanischer Agrarfachmann und Funktionär.

## Leben
Fuster war Jugendleiter und Delegierter sowohl des ersten und zweiten Kongresses der Unión de Jóvenes Comunistas (UJC) als auch der neunten Weltfestspiele der Jugend und Studenten. 1965 trat er in die Kommunistische Partei Kubas (PCC) ein und war bis 1968 gewähltes Mitglied des Regionalbüros von Cienfuegos. 1974 schloss er sein Studium an der Universidad Central de Las Villas als Agrar-Ingenieur ab. Später war er im Landwirtschaftsministerium tätig, wo er in leitender Funktion für die Bereiche Be- und Entwässerung sowie das Vize-Ministerium für den Bereich „diverser Anbau“ zuständig war. Von 1994 bis 2001 hatte er die Funktion eines Delegierten für Landwirtschaft in Havanna inne, wo er schließlich zum Entwickler und Leiter der hauptstädtischen Landwirtschaft wurde. 2004 wurde er zum Präsidenten der Asociación Cubana de Técnicos Agrícolas y Forestales (Kubanischer Verband der Land- und Forstwirte, ACTAF) gewählt.